# Simcshongga
Simcshongga (hangul: 심청가, handzsa: 沈淸歌, RR: Simcheongga; „Sim Cshong éneke (Sim Cheong)”) az eredeti 12 phanszori (pansori)műből fennmaradt öt madang (마당) egyike. Szövegének legrégebbi ismert változata az 1810-ben Szong Mandzse (송만재, 1788–1851, Song Man-jae) által írt Kvanuhi (Gwanuhui) (관우희, 觀優戱) című könyvben található meg, valamint I Juvon (이유원, 1814–1888, Yi Yu-won) Kvangukphalljong (Gwangeukpallyeong) (관극팔령, 觀劇八令, 1872) című munkájában. Előadása 4-5 órát vesz igénybe.

## Története
Sim Cshong (Sim Cheong) születésekor édesanyja meghal. Vak édesapja, Vak Sim kéregetésből tartja fenn magukat. Egy nap az apa beleesik a folyóba, ahonnan egy buddhista szerzetes menti ki, aki azt mondja neki, ha bizonyos mennyiségű rizst ajándékoz a templomnak, visszanyerheti a látását. A már felnőtt  Cshong (Cheong) meghallván ezt, elhatározza, hogy rizsért cserébe eladja magát kínai halászoknak, akik a Tenger Istenének keresnek áldozatot. A lány a tengerbe veti magát áldozatként a kínai hajóról, ám az Egek Ura megszánja az apjáért magát feláldozó lányt és egy lótuszvirágban visszaküldi a földre. A virágot, és benne a lányt a király találja meg, aki feleségül veszi Cshong (Cheong)ot. Időközben a vak apa önmagát hibáztatja lánya elvesztéséért, amikor is hírt kap arról, hogy bankettet rendez a királyné az ország összes vak emberének. Nagy nehézségek árán Vak Sim eljut a bankettre, ahol is újra találkozik lányával. Az immáron királyné Cshong (Cheong) nem tudta másképp megtalálni édesapját, ezért rendezte a bankettet a vakok számára. Cshong (Cheong) önfeláldozása és szeretete végül visszaadja apja látását, és nem csak ő, de a banketten részt vevő összes vak meggyógyul.

## Értelmezése
A történet a konfuciánus eszmények közül a leginkább fontosnak tartottat hangsúlyozza: a gyermeki hűséget.